# Магерамов, Мелик Меликович
Малик Маликович Магеррамов (азерб.  Məlik Məlik oğlu Məhərrəmov; 29 августа 1920 — 16 июля 2004) — полковник, командир стрелкового батальона в годы Великой Отечественной войны. Герой Советского Союза.

## Биография
Родился в 1920 году в селе Бычагчы ныне Зердабского района Азербайджана. По-национальности — азербайджанец. С десяти лет работал в колхозе. Рос сиротой в многодетной семье — отца убили за три месяца до рождения сына, мать умерла через год после его рождения. В 1936 году он с отличием окончил семь классов средней школы и поступил в Бакинский техникум народно-хозяйственного учета, который окончил с отличием в 1939 году. В рядах РККА с октября 1939 года. В 1940 году окончил Центральную школу связи РККА.

### Великая Отечественная война
Будучи командиром отделения связи, воевал в составе 70-й стрелковой дивизии на Новгородском направлении Северо-Западного фронта. В августе 1941 года был тяжело ранен и эвакуирован в госпиталь в Ярославль. После излечения попал на Волховский фронт, где сражался в составе 160-го отдельного лыжного батальона. В феврале 1942 года повторно был ранен, после чего направлен во Владимирское военное пехотное училище, которое окончил в звании лейтенанта. С июня 1943 года Мелик Магерамов сражался на Орловско-Курском направлении Центрального фронта в качестве командира 5-й стрелковой роты 218-го гвардейского стрелкового полка 77-й гвардейской стрелковой дивизии. По воспоминаниям самого Магерамова, его рота в основном состояла из сибиряков-уральцев и особо отличилась в сентябрьских боях 1943 года на подступах к Чернигову. 17 сентября 1943 года гвардии лейтенант Мелик Магерамов форсировал со своей ротой реку Десна и первым ворвавшись в город Мена, 70 км восточнее Чернигова, очистил несколько улиц города от врага. 20—21 сентября 1943 года в боях за Чернигов гвардии лейтенант Магерамов личным примером увлекал красноармейцев в бой и решительными атаками своей роты способствовал освобождению города от немцев. 23 сентября 1943 года в результате решительного манёвра стрелковой роты Магерамова удалось спасти от подрыва местную железнодорожную станцию. 26 сентября 1943 года части 218-го гвардейского стрелкового полка вышли к реке Днепр. В ночь на 27 сентября 1943 года Магерамов во главе своей роты на подручных средствах форсировал Днепр в районе села Наданчичи, ворвался во вражеские траншеи и удерживал плацдарм до подхода основных сил 218-го гвардейского стрелкового полка. За мужественные и решительные действия в сентябрьских боях 1943 года, Приказом № 68/н по войскам 61-й армии от 30 сентября 1943 года, гвардии лейтенант Мелик Магерамов был награждён орденом Красного Знамени.
Указом Президиума Верховного Совета СССР «О присвоении звания Героя Советского Союза генералам, офицерскому, сержантскому и рядовому составу Красной Армии» от 15 января 1944 года за «образцовое выполнение боевых заданий командования по форсированию реки Днепр и проявленные при этом мужество и героизм» удостоен звания Героя Советского Союза с вручением ордена Ленина и медали «Золотая Звезда».
Награду герою вручил председатель Президиума Верховного Совета Михаил Калинин в Кремле в феврале 1944 года. В беседе с Магерамовым после вручения наград командующий фронтом генерал армии Рокоссовский сказал:

«Родина многим обязана вам, лейтенант Магерамов. Помимо вашей личной доблести вы сумели ещё и воспитать замечательных людей. Признаюсь, я ещё не видел роты, в которой было бы пятнадцать Героев Советского Союза. Фронт гордится такими офицерами, как вы…»

В результате ранения попал в эвакогоспиталь в г. Соликамск, после излечения назначен инструктором Соликамского танкового училища. В дальнейшем Мелик Магерамов был направлен на должность командира курсантской роты в Рязанское пулемётное училище, которое покинул уже в звании гвардии капитана и продолжил свой боевой путь в той же 77-й гвардейской стрелковой дивизии в должности заместителя командира батальона, а позже командира батальона 218-го гвардейского стрелкового полка.
18—21 июля 1944 года части 77-й гвардейской стрелковой дивизии форсировали реку Западный Буг и с боями вошли на территорию Польши. В ходе боёв за польский город Хелм гвардии капитан Мелик Магерамов постоянно находился на передовой, исправно помогал командиру батальона управлять подразделениями. 24 июля 1944 года при форсировании реки Вепш советские переправы находились под сильным артиллерийским огнём врага, командир батальона был ранен, и гвардии капитан Магерамов принял на себя командование батальоном. В результате решительных действий Магерамова батальон успешно форсировал реку и выбил немцев с занимаемого рубежа. В ночь с 31 июля на 1 августа 1944 года при форсировании реки Висла гвардии капитан Магерамов во главе небольшого отряда первым форсировал реку и, несмотря на сильный артиллерийский обстрел, выбил немцев с выгодных позиций, тем самым обеспечив форсирование батальоном реки без потерь в личном составе. За отличие в этих боях и проявленное командирское мастерство приказом № 242/н по войскам 1-го Белорусского фронта от 12 сентября 1944 года гвардии капитан Мелик Магерамов был награждён орденом Кутузова 3-й степени.
За бои на Одере приказом № 265/н по войскам 69-й армии от 12 июня 1945 года Мелик Магерамов был награждён орденом Отечественной войны 1-й степени.
В марте 1945 года под Берлином капитан Магерамов был ранен в шестой раз и эвакуирован в госпиталь в Харьков. Войну закончил командиром стрелкового батальона.

### Послевоенные годы

Мемориальная доска на стене дома в Баку, в котором жил Магерамов

Могила Мелика Магерамова на Аллее почётного захоронения в Баку

В послевоенные годы Мелик Магерамов решил остаться на военной службе. В 1946—1950 годах был военным комиссаром Хызынского района Азербайджанской ССР. В 1950—1954 годах был военным комиссаром Сураханского района города Баку. В 1954 году окончил Военную академию им. Фрунзе, находился на должности начальника штаба 68-го стрелкового полка 216-й стрелковой дивизии Закавказского военного округа. В 1956—1958 годах был военным комиссаром Агдашского района Азербайджанской ССР. В 1958—1961 годах занимал должность начальника учебной части военной кафедры Азербайджанского государственного университета. В 1961—1965 годах находился на должностях военного комиссара Сабирабадского, Кюрдамирского районов, затем Наримановского района города Баку. В 1965—1973 годах — начальник военной кафедры Азербайджанского государственного университета.
В 1973 году в звании полковника Мелик Магерамов уволился в запас. В 1973—1990 годах находился на различных партийных должностях. В 1985 году был вторично награждён орденом Отечественной войны 1-й степени, к 40-летнему юбилею Победы. В 1995 году Мелик Магерамов в канун своего 75-летнего юбилея был награждён орденом «Слава». Скончался в 2004 году в Баку на 84-м году жизни.